# Divisiones Regionales de la Región de Murcia 2025-26
Las divisiones regionales de fútbol son las categorías de competición futbolística de más bajo nivel en España, en las que participan deportistas amateur, no profesionales. En la Región de Murcia su administración corre a cargo de la Federación de Fútbol de la Región de Murcia. Inmediatamente por encima de estas categorías está la Tercera Federación.
En la temporada 2025-2026 las divisiones regionales se dividen en Preferente Autonómica, Primera Autonómica y Segunda Autonómica. Los tres primeros clasificados ascienden al grupo XIII de Tercera Federación.

## Preferente Autonómica
La temporada 2025-2026 de la Preferente Autonómica de la Región de Murcia comenzará el 7 de septiembre de 2025 y terminará el 17 de  mayo de 2026. Los equipos participantes fueron confirmados

### Clasificación
|  |     | Equipos de fútbol          | PJ | G | E | P | GF | GC | Dif | Pts |
|  | --- | -------------------------- | -- | - | - | - | -- | -- | --- | --- |
|  | 1.  | C. D. Bullense             | 0  | 0 | 0 | 0 | 0  | 0  | 0   | 0   |
|  | 2.  | Alcantarilla F. C.         | 0  | 0 | 0 | 0 | 0  | 0  | 0   | 0   |
|  | 3.  | U. D. Los Garres           | 0  | 0 | 0 | 0 | 0  | 0  | 0   | 0   |
|  | 4.  | C. A. P. Ciudad de Murcia  | 0  | 0 | 0 | 0 | 0  | 0  | 0   | 0   |
|  | 5.  | Abarán C. F.               | 0  | 0 | 0 | 0 | 0  | 0  | 0   | 0   |
|  | 6.  | A. D. Lorquí               | 0  | 0 | 0 | 0 | 0  | 0  | 0   | 0   |
|  | 7.  | Algezares U. D.            | 0  | 0 | 0 | 0 | 0  | 0  | 0   | 0   |
|  | 8.  | E. F. El Raal              | 0  | 0 | 0 | 0 | 0  | 0  | 0   | 0   |
|  | 9.  | Ciudad de Calasparra C. F. | 0  | 0 | 0 | 0 | 0  | 0  | 0   | 0   |
|  | 10. | C.F. Lorca Deportiva "B"   | 0  | 0 | 0 | 0 | 0  | 0  | 0   | 0   |
|  | 11. | C.D. Lumbreras             | 0  | 0 | 0 | 0 | 0  | 0  | 0   | 0   |
|  | 12. | C. D. Algar                | 0  | 0 | 0 | 0 | 0  | 0  | 0   | 0   |
|  | 13. | Archena F.C.               | 0  | 0 | 0 | 0 | 0  | 0  | 0   | 0   |
|  | 14. | C. D. Beniel               | 0  | 0 | 0 | 0 | 0  | 0  | 0   | 0   |
|  | 15. | San Javier C. F.           | 0  | 0 | 0 | 0 | 0  | 0  | 0   | 0   |
|  | 16. | Bullas Deportivo           | 0  | 0 | 0 | 0 | 0  | 0  | 0   | 0   |
|  | 17. | E. F. Alhama               | 0  | 0 | 0 | 0 | 0  | 0  | 0   | 0   |
|  | 18. | Deportivo Murcia F. C.     | 0  | 0 | 0 | 0 | 0  | 0  | 0   | 0   |

Pts = Puntos; PJ = Partidos Jugados; G = Partidos Ganados; E = Partidos Empatados; P = Partidos Perdidos; GF = Goles Anotados; GC = Goles Recibidos
|  | Ascenso a Tercera Federación                                  |
|  | Ascenso a Tercera Federación por disponibilidad de plaza      |
|  | Clasificado para la promoción de ascenso a Tercera Federación |
|  | Desciende a Primera Autonómica                                |